# San Fernando Valley
San Fernando Valley – zurbanizowana dolina położona w hrabstwie Los Angeles, w południowej Kalifornii, pośrodku otaczającego ją pasma górskiego Transverse Ranges. Prawie dwie trzecie powierzchni doliny leży w obrębie Los Angeles. W pozostałej części doliny leżą miasta Glendale, Burbank, San Fernando, Hidden Hills i Calabasas będące częścią aglomeracji Los Angeles.

## Położenie
Dolina otoczona od północnego zachodu górami Santa Susana, wzgórzami Simi Hills od  zachodu, od południa górami Santa Monica i wzgórzami Chalk Hills, małym pasmem górskim Verdugo od wschodu i górami San Gabriel na północnym wschodzie.

## Gminy i dystrykty

### Miasta włączone (niezależne)
- Los Angeles
- Burbank
- Calabasas
- Glendale
- Hidden Hills
- San Fernando

### Obszary niemunicypalne
- Bell Canyon
- Calabasas Highlands
- Kagel Canyon
- Universal City
- West Chatsworth

### Dzielnice
- Arleta
- Cahuenga Pass
- Canoga Park
- Chatsworth
- Colfax Meadows
- Encino
- Granada Hills
- Kagel Canyon
- La Tuna Canyon
- Lake Balboa
- Lake View Terrace
- Mission Hills
- NoHo Arts District
- North Hills
- North Hollywood
- Northridge
- Pacoima
- Panorama City
- Porter Ranch
- Reseda
- Shadow Hills
- Sherman Oaks
- Stonehurst
- Studio City
- Sun Valley
- Sunland-Tujunga
- Sylmar
- Tarzana
- Toluca Lake
- Toluca Woods
- Valley Glen
- Valley Village
- Van Nuys
- Warner Center
- West Hills
- West Toluca
- Winnetka
- Woodland Hills